# Scaptesyle ixias
Scaptesyle ixias là một loài bướm đêm thuộc phân họ Arctiinae, họ Erebidae.